# Isoberlinia angolensis
Isoberlinia angolensis  es una especie de árbol de la familia de las fabáceas. Es originario de  África.  

## Descripción
Es un arbusto o árbol que alcanza un tamaño de 1-12 (> 20) m de altura; con una copa de 5-7 m, y un tronco con 0,5 a 1 m de diámetro; la copa extendida, redondeada; también como arbusto de 20-40 cm de altura y en barbecho (Camerún, Macizo de Mandara).

## Ecología
Se encuentra en los bosques de hoja caduca, a veces dominante o co-dominante; bosques abiertos; suelos de grava, suelos lateríticos o con barro; a menudo gregario; a una altitud de 600-2100 metros.

## Distribución
Se distribuye por Angola, Burundi, Camerún, Malawi, Sudán, Tanzania, Zaire, Zambia.

## Taxonomía
Isoberlinia angolensis fue descrita por (Welw. ex Benth.) Hoyle & Brenan y publicado en Kew Bulletin 4(1): 78. 1949.
Sinonimia
- Berlinia angolensis Welw. ex Benth.
- Isoberlinia densiflora (Baker) Milne-Redh.
- Isoberlinia niembaensis (De Wild.) P.A.Duvign.
- Isoberlinia tomentosa sensu Torre & Hillc.
- Westia angolensis (Welw. ex Benth.) J.F. Macbr.[1][4]